# Томас Прадо
Тома Прадо (фр. Thomas Pradeau) — французький співак, автор пісень.

## Біографія
Тома Прадо народився 1985 року, в Монмартрі. Його будинок був розташований неподалік від славнозвісного Базиліка Сакре-Кер. Іще з раннього дитинства Томас робить свої перші кроки до музичної кар’єри: вчиться грати на піаніно та співає в хорі. Співак успадкував від батька-художника творчий порив.
Підлітком, Томас вже володів грою на декількох інструментах: піаніно, гітарі та барабані.  Зовсім юний, він утворює свою першу групу «Koïnor», в якій виконує роль соліста і гітариста. Група проіснувала недовго, і незабаром Томас влаштовується нічним сторожем до готелю, та продовжує писати пісні які публікує в соціальній мережі MySpace
Через деякий час, музиканту запропонували співпрацювати з лейблом «My major company». Відомі продюсери схвалили стиль молодого виконавця і композитора, і Томас за допомогою їхнього фінансування зміг випустити свій перший альбом  «A deux pas de ma rue».
Пізніше, Томас Знайомиться з музикантом Джованні Натале, і за його допомогою вдосконалює звучання електрогітари у своїх піснях.
22 листопада 2010 року, Томас Прадо публікує свою найвідомішу пісню, романтичну оду Audreau.